# سبرنغ رول

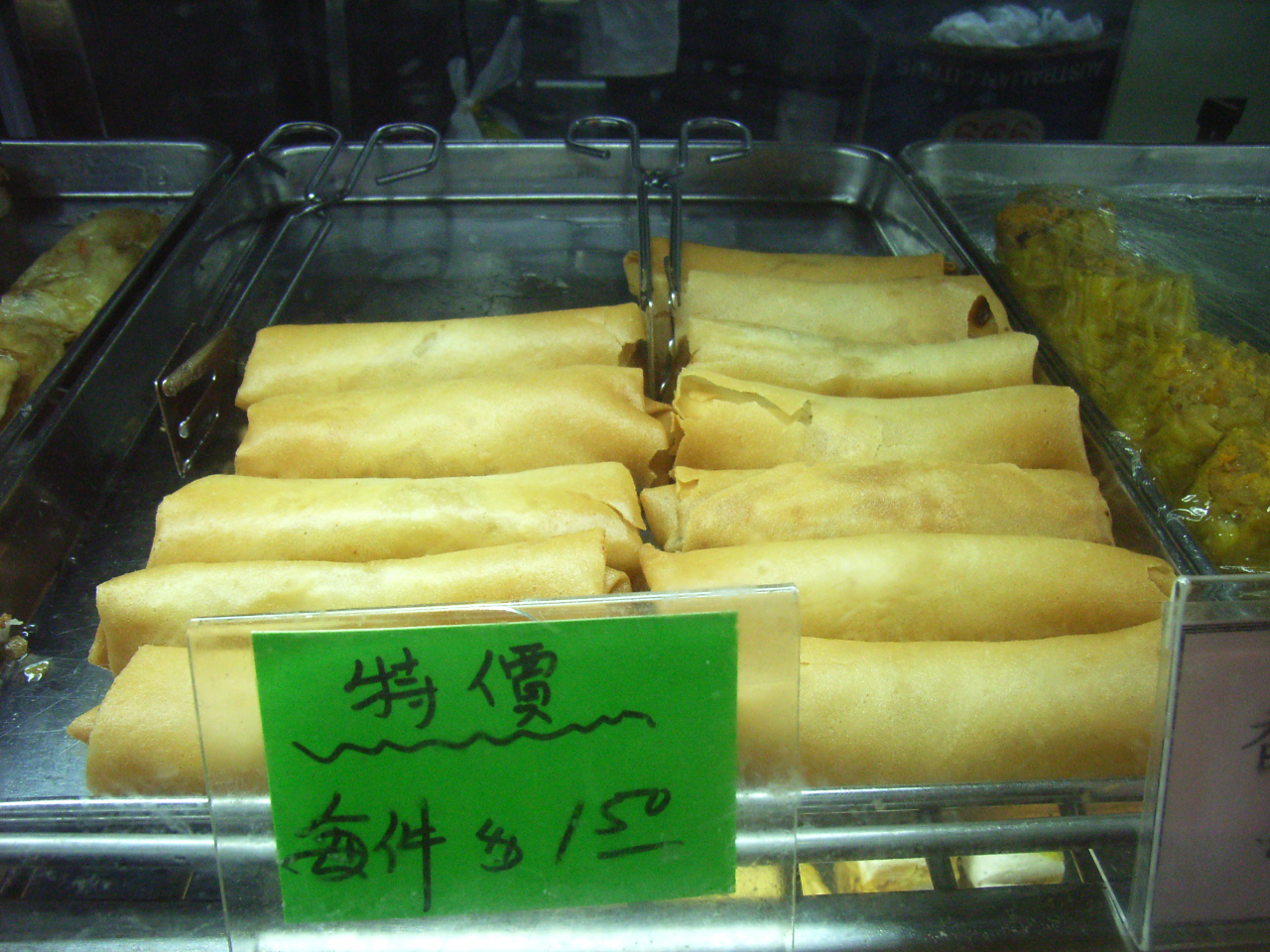
لُفافات الربيع

لُفافة الربيع أو (سبرنغ رول نقحرة من الإنلكيزية) تشتهر في المطابخ الصينية ,في بلدان أسيوية أُخَر. تؤكل مقبلاتٍ وتكون مقليّة عادةً. يمكن أن تحضّر لفافة الربيع من الخضار واللحم أو من الدجاج والخضار. تحضّر حشوتها بالدجاج والخضار عادةً من الشعيرية والدجاج والبيض والفطر والفول والبصل والجزر والثوم والزيت وصلصة الصويا والبهار الأسود. تلفّ الحشوة برقاقات العجين ثمّ تقلّى بالزيت.

## العناصر الغذائية
تحتوي قطعة لُفافة الربيع بالدجاج والخضار (75غ تقريباً) بحسب موقع شهية، على المعلومات الغذائية التالية:
- السعرات الحرارية: 79
- الدهون: 3
- الدهون المشبعة: 1
- الكوليسترول: 57
- النشويات: 5
- البروتينات: 8

مع العلم أنه لم يتم احتساب الزيت
كما تحتوي قطعة لُفافة الربيع بالجمبري (35غ تقريباً) بحسب موقع أي ام دايتر، على المعلومات الغذائية التالية:
- السعرات الحرارية: 80.32 سعرة حرارية
- الدهون: 1.75 جرام
- الدهون المتحولة: 0
- الصوديوم: 179.2ملجم
- النشويات: 14.4 جرام
- البروتينات: 1.68 جرام

مع العلم أنه لم يُحسب الزيت

## وصلات خارجية
وصفة السبرنغ رول مع معلوماتها الغذائية